# Tulcea (stacja kolejowa)
Tulcea – stacja kolejowa w Tulczy, w okręgu Tulcza, w Rumunii. Znajdują się tu 2 perony.